# Santa Marina del Rey
Santa Marina del Rey es un municipio y villa española de la provincia de León, en la comunidad autónoma de Castilla y León. Cuenta con una población de 1745 habitantes (INE 2024).

## Geografía
Se encuentra en la ribera del río Órbigo. Los terrenos de Santa Marina del Rey limitan con los de Sardonedo al norte, Celadilla del Páramo al sur, Villamor de Órbigo al sur, Benavides al Suroeste, Palazuelo de Órbigo al noreste y Gavilanes al noroeste. En Santa Marina del Rey se encuentra uno de los cotos de trucha común más importantes de España, donde se han celebrado todo tipo de competiciones. El coto tiene una longitud aproximada de 5 km.

## Historia
El municipio de Santa Marina del Rey representa la síntesis de las características de dos comarcas naturales leonesas: la Ribera y el Páramo.
De larga vocación agroganadera, su historia profunda viene marcada por el progresivo dominio del agua de riego. La Presa Cerrajera movía media docena de molinos y en los cinco pueblos del municipio se desarrollaron fraguas y telares en un contexto de autoconsumo tradicional, es por tanto una historia hidráulica. Su historia externa, política o institucional es la lucha por la libertad, por sacudirse el yugo feudal laico o eclesiástico.
De la Edad Antigua se sabe de la existencia de una calzada romana que unía Las Médulas con Tarragona y que pasaba cerca de Villavante. Villamor de Órbigo, por su parte, se asienta sobre una villa rural tardoromana.
Tras la invasión musulmana y el despoblamiento casi total de la cuenca del Duero, los primeros poblados estables hay que relacionarlos con la llegada de mozárabes de Al-Ándalus y los poblados surgidos en torno al Camino del Apóstol. Peregrinos francos fundaron San Martín del Camino.
Santa Marina del Rey tiene un Reloj de Torre de 1599, obra de Antonio Villafranca, cerrajero de la ciudad de León. El reloj ha sobrevivido al paso del tiempo, y hasta hace bien poco seguía funcionando con pesas, como cuando se construyó, aunque ahora recibe ayuda eléctrica.
Quizá la Historia de Santa Marina del Rey más documentada sea la escrita por Francisco Fuertes Pérez (2001), que abarca desde el siglo VII hasta la actualidad. Los tres núcleos de población originarios, San Lázaro, Santa Lucía y San Pelayo, practicando sus cultivos de regadío, obteniendo unos productos cuya fama y estima fue reconocida en León, donde eran muy apreciados, fue la causa y motivo de su integración en uno solo, formándose con ellos la Villa de Santa Marina del Rey, siendo Rey Fernando II de León.

## Demografía
Cuenta con una población de 1745 habitantes (INE 2024).
| Gráfica de evolución demográfica de Santa Marina del Rey entre 1842 y 2021                                            |
| |
| Población de derecho según los censos de población del INE. Población de hecho según los censos de población del INE. |

## Poblaciones
El municipio de Santa Marina del Rey está formado por cinco poblaciones:
- Santa Marina del Rey
- Sardonedo
- Villamor de Órbigo
- Villavante
- San Martín del Camino

|                                                     |
| Mercado en la Feria del Ajo de Santa Marina del Rey |

|                                                     |
| Mercado en la Feria del Ajo de Santa Marina del Rey |